# シチズン平和時計
シチズン平和時計株式会社（シチズンへいわどけい）は、かつて存在したシチズングループに属する企業。長野県飯田市に拠点を置いていた。シチズン時計株式会社が初めて提携した部品製造関連の企業でもある。高い精密加工技術と国や県から認定された有能な技師たちによる時計の部品加工・完成品組立等の製造・販売を主力とするほか、PC関連機器の製造・プリンタ組立や産業機械のFA装置の開発なども行っていた。製作所時代から平和時計の愛称で親しまれた。

## 概要
太平洋戦争末期、本土空襲による大日本時計の飯田市への疎開により、時計製造の関連企業として1949年（昭和24年）に平和時計製作所設立。1963年（昭和38年）に時計の部品加工を開始し、1966年（昭和41年）には初の国産電子時計の生産を開始する。生産工場の新設・事業拡大ののち、2000年（平成12年）にシチズンの技術サービスセンターとなる。2003年（平成15年）にシチズンの完全子会社となり、2005年（平成17年）にシチズン平和時計株式会社へと商号変更となる。
2013年（平成25年）10月1日、シチズングループの国内製造技能を再編成し集約するため、シチズン東北株式会社、シチズンマイクロ株式会社（旧会社）、シチズン時計ミヨタ株式会社、シチズン時計河口湖株式会社とともに、シチズン時計マニュファクチャリング株式会社に合併され解散。

## 沿革
- 1945年 - 大日本時計株式会社（現・シチズン時計）が飯田に疎開される。
- 1949年10月1日 - 株式会社平和時計製作所設立。時計製造事業を開始。（シチズン関連企業の第一号[1]）
- 1963年 - 時計の部品加工を開始。
- 1965年 - オフィス関連機器の組立生産を開始。
- 1966年 - 初の国産電子時計「シチズン エックスエイト(CITIZEN X-8)」の生産を開始。
- 1970年 - オフィス関連機器の組立生産を行う子会社として平和精密株式会社を設立。
- 1981年 - 安全優良事業所として内閣総理大臣表彰。
- 1983年 - 飯田市松尾に新工場を操業。部品加工事業を新工場へ引き継ぐ。
- 1985年 - PC関連機器としてFDDの生産を開始。
- 1994年 - ISO9000を取得。プリンタ機器の開発および生産を開始。
- 1997年 - 飯田市龍江に新工場を操業。自社における時計の一貫生産を確立。
- 1998年 - ISO14001を取得。
- 2000年 - シチズンのテクニカルサービスセンターを設置。
- 2002年 - 電波ソーラー時計の生産を開始。世界最速のバーコードプリンタを生産開始。
- 2003年 - シチズン時計株式会社の完全子会社へ。
- 2005年 - シチズン平和時計株式会社に社名変更。グループ企業のシチズン・システムズ株式会社が松尾工場内に長野開発センターを開設。
- 2007年 - 平和精密株式会社を完全子会社化。
- 2013年 - シチズン東北株式会社、シチズンマイクロ株式会社、シチズン時計ミヨタ株式会社、シチズン時計河口湖株式会社とともに、シチズン時計マニュファクチャリング株式会社に合併。
- 2014年 - 龍江工場を分割しシチズン・システムズ株式会社へ吸収統合。

## 主な製造品
- ザ・シチズン（CITIZEN）
- シチズン エックスエイト（CITIZEN）
- シェルマン ワールドタイムミニッツリピーターノスタルジックダイヤル クロワゾネダイヤル（Shellman）
- ヨルグ・グレイ 6500クロノグラフウォッチ（JORG GRAY）　※ オバマ大統領愛用腕時計

## 生産工場
- 殿岡工場（旧・本社）
長野県飯田市下殿岡435
時計製造・基板実装・組立事業
現：シチズン時計マニュファクチャリング株式会社　飯田殿岡工場（シチズン・システムズ株式会社　長野開発センターを併設）
- 北方工場
長野県飯田市北方3418
時計学校・歴史資料館
後のシチズン時計マニュファクチャリング株式会社　飯田北方工場
- 松尾工場
長野県飯田市松尾明7572
時計等部品加工・FA機器開発事業
現：シチズン時計マニュファクチャリング株式会社　飯田松尾工場
- 龍江工場
長野県飯田市龍江5540-1
PC・プリンタ等電子機器製造販売事業
現：シチズン・システムズ株式会社　飯田龍江工場